# Ґрохи-Імбжикі
Ґрохи-Імбжикі (пол. Grochy-Imbrzyki) — село в Польщі, у гміні Ґзи Пултуського повіту Мазовецького воєводства.
Населення — 57 осіб (2011).
У 1975-1998 роках село належало до Цехановського воєводства.

## Демографія
Демографічна структура станом на 31 березня 2011 року:
|          | Загалом | Допрацездатний вік | Працездатний вік | Постпрацездатний вік |
| -------- | ------- | ------------------ | ---------------- | -------------------- |
| Чоловіки | 31      | 6                  | 21               | 4                    |
| Жінки    | 26      | 5                  | 14               | 7                    |
| Разом    | 57      | 11                 | 35               | 11                   |